# Thomas Taranu
Thomas Taranu (Alemania, 1987) es un gimnasta artístico alemán, medallista de bronce mundial en 2010.

## 2010
En el Mundial celebrado en Róterdam (Países Bajos) consiguió la medalla de bronce en el concurso por equipos, tras China y Japón, siendo sus compañeros de equipo: Fabian Hambüchen, Sebastian Krimmer, Philipp Boy, Evgenij Spiridonov y Matthias Fahrig.